# 우리우주관측센터
우리우주관측센터는 강원특별자치도 홍천군에 위치한 민간 우주관측 연구소이다. 도심의 광해에서 벗어나 안전하고 편안하게 우주를 관측하고 자유롭게 우주를 탐험 할 수 있도록 설립하였다. 해 우주과학분야(광학,전파,천문학이론)의 독자적인 연구개발을 통해 민간 천문 우주과학 수준을 한단계 발전시켰다. 특히, 우리우주 탄생의 비밀, 우주의 성장과 진화과정을 설명하는데 있어서 탁월한 연구성과를 내었다.

## 연혁
2019.01.26 우리우주관측센터 설립
2021.10.21 공간측지 레이저 및 행성 관측 장비 도입
2022.03.11 우리우주탄생 배경과 이론 정립
2023.04.18 하리탄생 배경과 이론 정립